# 마이클 베이
마이클 벤저민 베이(영어: Michael Benjamin Bay, 1965년 2월 17일~)는 미국의 영화감독, 영화 제작자이다. 베이는 초기 경력에 뮤직 비디오와 상업 광고를 연출하였고, 1995년 영화 《나쁜 녀석들》이라는 작품으로 영화 감독으로 데뷔하였다.

## 경력
1995년 영화 《나쁜 녀석들》과 《더 록》(1996)으로 스토리 평가로서 호평을 받아 주목을 받기 시작하였고, 《아마겟돈》(1998)이 전세계적으로 흥행을 하며 관객들에게 인기가 있었으나 평단의 엇갈린 평가를 받았다. 이후《진주만》(2001)도 흥행에는 성공하였으나, 평가가 엇갈리며 감독으로서 좋지 않게 인식되었다. 이후 2005년 공개된 영화 《아일랜드》는 흥행에서마저 크게 실패하게 된다. 2007년부터 《트랜스포머》의 실사영화 시리즈 감독을 맡았으며, 시리즈 4편까지 감독직을 맡았다. 2008년 MTV영화제에서 《트랜스포머》로 작품상을 수상했으며 영화사 플래티넘 듄스를 설립하였습니다.

## 작품
| 년도 | 영화제목                          | 감독 | 제작자 | 배우              |
| ---- | --------------------------------- | ---- | ------ | ----------------- |
| 1986 | 마이애미의 두 형사                |      |        | O(폭력배3)        |
| 1995 | 나쁜 녀석들                       | O    |        |                   |
| 1996 | 더 록                             | O    |        |                   |
| 1998 | 아마겟돈                          | O    | O      | O(나사과학자)     |
| 2000 | 코요테 어글리                     |      |        | 사진작가          |
| 2001 | 진주만                            | O    | O      |                   |
| 2003 | 나쁜 녀석들 2                     | O    |        | O(고물차 운전자)  |
| 2003 | 텍사스 전기톱 연쇄살인사건        |      | O      |                   |
| 2005 | 아마티빌 호러                     |      | O      |                   |
| 2005 | 아일랜드                          | O    | O      |                   |
| 2005 | 텍사스 전기톱 연쇄살인사건:비기닝 |      | O      |                   |
| 2007 | 힛쳐                              |      | O      |                   |
| 2007 | 트랜스포머                        | O    | O      | O(더빙참여)       |
| 2008 | 언데드                            |      | O      |                   |
| 2009 | 13일의 금요일                     |      | O      |                   |
| 2009 | 호스맨                            |      | O      |                   |
| 2009 | 트랜스포머: 패자의 역습           | O    | O      | O(더빙참여)       |
| 2010 | 나이트 메어 - 엘름가의 악몽       |      | O      |                   |
| 2011 | 트랜스포머 3                      | O    | O      |                   |
| 2013 | 페인 앤 게인                      | O    | O      |                   |
| 2014 | 트랜스포머: 사라진 시대           | O    | O      |                   |
| 2016 | 13시간                            | O    | O      |                   |
| 2017 | 트랜스포머: 최후의 기사           | O    |        |                   |
| 2018 | 범블비                            |      | O      |                   |
| 2019 | 6 언더그라운드                    | O    | O      |                   |
| 2020 | 나쁜 녀석들: 포에버               |      |        | O (결혼식 사회자) |
| 2024 | 나쁜 녀석들: 라이드 오어 다이     |      |        | O (자동차 운전자) |

## 제작 부분 참여 작품들
- 텍사스 전기톱 연쇄살인사건
- 아미티빌 호러
- 텍사스 전기톱 연쇄살인사건: 더 비기닝
- 힛쳐
- 언데드
- 13일의 금요일
- 호스맨
- 나이트메어
- 아이 엠 넘버 포
- 더 퍼지
- 더 퍼지: 거리의 반란
- 닌자 터틀
- 위자
- 백 투 더 비기닝

## 기타
마이클 베이 감독이 <나쁜녀석들>을 만들고 받은 연출료는 10만 달러이다.
연출 스타일로 연출, 제작 작품에는 언제나 폭발 장면이 나온다
2017년 5월 23일 캘리포니아 할리우드에서 핸드 프린팅을 하였다.